# Vir philippinensis
Vir philippinensis is een garnalensoort uit de familie van de Palaemonidae. De wetenschappelijke naam van de soort is voor het eerst geldig gepubliceerd in 1984 door Bruce & Svoboda.